# Borjabudo
Borjabudo es el nombre del paraje donde se encuentran los restos de un poblado celtíbero situado en el término municipal de Monteagudo de las Vicarías en Soria.
Se encuentra en el margen derecho del arroyo de la Cañada (afluente del río Nágima), a escasos 500 metros de los restos del poblado celtíbero de Tartaragudo, situado en el margen izquierdo del arroyo.

## enlaces de Interés
- Situación de Borbajudo en el atlas del Imperio romano

- Datos: Q5403600
- Multimedia: Castro de Borjabudo / Q5403600